# Lijst van voetbalinterlands Brazilië - Uruguay (vrouwen)
Deze lijst van voetbalinterlands is een overzicht van alle officiële voetbalinterlands tussen de nationale vrouwenteams van Brazilië en Uruguay. De landen hebben tot nu toe zes keer tegen elkaar gespeeld.

## Wedstrijden
| № | Plaats         | Datum            | Competitie                   | Wedstrijd          | Uitslag |
| - | -------------- | ---------------- | ---------------------------- | ------------------ | ------- |
| 1 | Mar del Plata  | 22 november 2006 | Sudamericano Femenino 2006   | Brazilië − Uruguay | 6 − 0   |
| 2 | Rio de Janeiro | 12 juli 2007     | Pan-Amerikaanse Spelen 2007  | Brazilië − Uruguay | 4 − 0   |
| 3 | Loja           | 7 november 2010  | Sudamericano Femenino 2010   | Uruguay − Brazilië | 0 − 4   |
| 4 | Santiago       | 8 maart 2014     | Zuid-Amerikaanse Spelen 2014 | Brazilië − Uruguay | 0 − 0   |
| 5 | Armenia        | 12 juli 2022     | Copa América 2022            | Uruguay − Brazilië | 0 − 3   |
| 6 | Quito          | 29 juli 2025     | Copa América 2025            | Brazilië − Uruguay | 5 − 1   |

## Samenvatting
| Competitie                           | Totaal gespeeld | Winst Brazilië | Gelijk | Winst Uruguay | Doelsaldo Brazilië – Uruguay |
| ------------------------------------ | --------------- | -------------- | ------ | ------------- | ---------------------------- |
| Sudamericano Femenino / Copa América | 4               | 4              | 0      | 0             | 18 − 1                       |
| Pan-Amerikaanse Spelen               | 1               | 1              | 0      | 0             | 4 − 0                        |
| Zuid-Amerikaanse Spelen              | 1               | 0              | 1      | 0             | 0 − 0                        |
| Totaal                               | 6               | 5              | 1      | 0             | 22 − 1                       |